# Rychlost proudění
Rychlost proudění kapalin se v hydraulice, hydrologii i hydrometrii vždy měří v profilu kolmém k proudnicím. Běžně se však předpokládá proudění rovnoběžné s osou vedení (potrubí nebo koryta) a udává v metrech za sekundu.

## Popis
Při proudění kapaliny je díky viskozitě (vnitřnímu tření, vazkosti) kapaliny a díky tření proudící kapaliny o stěny vedení (potrubí či koryta) rychlostní profil nerovnoměrný.  Navíc se díky turbulenci postupný pohyb kapaliny skládá s pohybem turbulentních vírů, takže vektor rychlosti v libovolném bodě kapaliny mění v čase svoji velikost i směr. Z těchto důvodů rozeznává se v hydromechanice, hydraulice, hydrologii a hydrometrii rozeznává více rychlostí, charakterizovaných svými názvy, plus několik dalších zvláštního významu (viz např. ).
Okamžitá místní (též bodová) rychlost {\displaystyle {\overrightarrow {u}}} [ms−1] je rychlost charakterizovaná velikostí a směrem jejího vektoru v určitém časovém okamžiku {\displaystyle t} a bodě profilu.
Časově střední místní rychlost (není-li udáno jinak, zpravidla se rozumí podélná složka rychlosti, protože časově střední svislá i příčná složka rychlosti, které jsou působeny turbulentními fluktuacemi, by měly být rovny nule) je 
{\displaystyle u=\lim _{T\to \infty }{1 \over T}\int _{0}^{T}{\overrightarrow {u}}\ dt}.
V podstatě je {\displaystyle u} [ms−1] postupová rychlost kapaliny v daném bodě po eliminaci turbulentních pulsací rychlosti. Zpětně se dá uvažovat, že např. podélná složka okamžité bodové rychlosti je 
{\displaystyle {\overrightarrow {u}}_{x}=u+u'_{x}}
kde {\displaystyle u} je podélná složka časově střední místní rychlosti a {\displaystyle u'_{x}} [ms−1] je podélná složka turbulentní pulsace rychlosti.
Protože rozdělení rychlosti po profilu zpravidla není dostatečně dobře známo (bylo sice odvozeno několik teoretických modelů, avšak ty platí v podstatě jen v přímé trati konstantního tvaru i ostatních parametrů), zavádí se střední průřezová rychlost (často zkráceně jen průřezová rychlost) {\displaystyle v} [ms−1] definovaná na základě rovnice kontinuity jako
{\displaystyle v={Q \over S}}
kde {\displaystyle Q} [m3s−1] je objemový průtok a {\displaystyle S} [m2] průtočná plocha.
Rychlost maximální {\displaystyle v_{max}} je největší rychlost v daném profilu.
Rychlost povrchová {\displaystyle v_{p}} je rychlost proudění v otevřeném korytě těsně pod hladinou; je důležitá při měření průtoku pomocí hladinových plováků.
Rychlost dnová {\displaystyle v_{d}} je rychlost proudění v otevřeném korytě v těsné blízkosti dna.
Střední svislicová rychlost {\displaystyle v_{s}} je střední rychlost v měrné svislici (viz metoda rychlost – plocha pro koryta).
Třecí rychlost {\displaystyle v_{*}}je teoretický pojem, užívá se zejména v popisu rozdělení rychlosti; dá se vyjádřit více způsoby:
{\displaystyle v_{*}={\sqrt {\tau _{0} \over \rho }}={\sqrt {gRi}}={{v{\sqrt {g}}} \over C}}
kde {\displaystyle \tau _{0}} [Pa] je tangenciální napětí na stěně, {\displaystyle \rho } [kgm−3] hustota kapaliny, {\displaystyle g} [ms−2] gravitační zrychlení, {\displaystyle R} [m] hydraulický poloměr, {\displaystyle i} [-] sklon čáry energie, {\displaystyle v} [ms−1] střední průřezová rychlost a {\displaystyle C} [m0,5s−1] Chézyho rychlostní součinitel.
Kritická rychlost {\displaystyle v_{k}} je střední průřezová rychlost při kritickém proudění v otevřeném korytě.